# Asabiyyah
Asabiyyah, Asabiya o Asabiyo  se refiere a la solidaridad social, con énfasis en la consciencia de grupo y su unidad. Era un término familiar en la era preislámica, pero se popularizó en Muqaddimah, la obra maestra de Ibn Jaldún, donde se describe como el vínculo fundamental de la sociedad humana y la fuerza motora básica de la sociedad. La Asabiyyah no es necesariamente nómada o basada en vínculos de sangre.
En la actualidad, el término es análogo a solidaridad. Sin embargo, el término a veces presenta asociaciones negativas, al poder sugerir lealtad al grupo propio con independencia de circunstancias, o partidismo.
El concepto de "'asabiyyah" a veces se entiende como "tribalismo" o "clanismo", y se usa modernamente para designar el nacionalismo. Se trata de un concepto difícil de traducir al español y es, quizá, el aspecto más conocido de la Muqaddimah.
Ibn Jaldun defiende, efectivamente, que todas las dinastías tienen en sí mismas la semilla de su destrucción. Explica que las casas regentes tienden a emerger en las fronteras de los grandes imperios y usan, para provecho propio, de la mucho más intensa 'asabiyyah presente en esas zonas para forzar un cambio de liderazgo. Esto implica que los nuevos regentes, al principio, sean considerados "bárbaros" en comparación con los antiguos. A medida que ellos mismos se establecen en el centro de su imperio, se vuelven cada vez más laxos y preocupados por mantener sus estilos de vida. De este modo, una nueva dinastía puede emerger en la periferia de su control y efectuar el siguiente cambio de liderazgo, comenzando de nuevo el ciclo.
Puede compararse al concepto de "solidaridad mecánica" de Durkheim, por oposición al de "solidaridad orgánica" propio de las sociedades modernas.
Peter Turchin utiliza el término Asabiya en su obra "War and peace and war. The rise and fall of empires" (En Español, "Guerra y paz y guerra. El surgimiento y caída de los imperios") y la define como la capacidad de un grupo social para la acción colectiva concertada. La Asabiya es un factor determinante en su estudio del auge y caída de los imperios dentro de lo que él denomina cliodinámica.